# Cevdet Sunay
Đại tướng Cevdet Sunay (tiếng Thổ Nhĩ Kỳ: [ˈdʒevdet ˈsunaj]; 10 tháng 2 năm 1899 – 22 tháng 5 năm 1982) là sĩ quan quân đội, chính trị gia người Thổ Nhĩ Kỳ và Tổng thống Thổ Nhĩ Kỳ thứ 5.
Sunay sinh năm 1899 tại Trabzon, Đế quốc Ottoman. Sau khi học tiểu học và trung học ở Erzurum và Edirne, ông tốt nghiệp Trường Trung học Quân sự Kuleli ở Istanbul. Trong suốt Chiến tranh thế giới thứ nhất, ông chiến đấu ở mặt trận Palestine năm 1917 và trở thành tù binh của Anh ở Ai Cập năm 1918. Sau khi được phóng thích, ông chiến đấu ở mặt trận phía nam, sau đó là mặt trận phía đông trong suốt Chiến tranh giành độc lập Thổ Nhĩ Kỳ.
Sunay hoàn thành giáo dục quân sự năm 1927, và tốt nghiệp Học viện Chiến tranh Quân đội (Thổ Nhĩ Kỳ) năm 1930 và là sĩ quan tham mưu. Ông được thăng hàm Đại tướng năm 1949 và sau đó là Tướng bốn sao năm 1959, ông đóng vai trò quan trọng trong công tác quân sự. Năm 1960, ông được bổ nhiệm làm Tham mưu trưởng Lục quân và sau đó là Tổng tham mưu trưởng. Ngày 14 tháng 3 năm 1966, ông được đề cử vào thượng viện bởi Cemal Gürsel dưới thời ông làm Tổng thống.
Khi nhiệm kỳ Tổng thống Gürsel chấm dứt vì lý do sức khoẻ và sự phù hợp với Hiến pháp, Cevdet Sunay được bầu làm Tổng thống bởi Hội nghị Đại quốc dân Thổ Nhĩ Kỳ vào 28 tháng 3 năm 1966. Ông giữ vững chức vụ của mình mặc dù tình trạng gia tăng hoạt động khủng bố và các cuộc phá rối của sinh viên. Ông tại nhiệm 7 năm đến 28 tháng 3 năm 1973 và sau đó trở thành thượng nghị sĩ suốt đời.
Ông kết hôn với Atıfet năm 1929. Họ có ba người con.
Cevdet Sunay mất vào 22 tháng 5 năm 1982 ở Istanbul. Thi thể của ông được an táng tại khu mộ vĩnh cữu tại Nghĩa trang Quốc gia Thổ Nhĩ Kỳ mới xây ở Ankara.